# Militärkampagnen im Nordwesten Britisch-Indiens
Diese Liste der Militärkampagnen im Nordwesten Britisch-Indiens stellt die wichtigsten derartigen Ereignisse dar. Die Grenzregion von Britisch-Indien zu Afghanistan, die sogenannte North West Frontier, war immer ein Unruheherd. Bei den erwähnten Expeditionen, die bis 1907 oft auf afghanisches Territorium vordrangen, ist es schwer zu unterscheiden, ob es sich um kleine koloniale Eroberungskriege oder die Niederwerfung von Aufständen handelt. Für den Zeitraum 1849 bis 1900 sind 110 Kampagnen belegbar, 64 davon fielen in die Zeit 1878-98.
Die Aufstände häuften sich in den Jahren, in denen der Monsunregen gering ausfiel. 1876–79 war die Zeit einer der größten Hungerkatastrophen in Indien. Für die Nord-West-Region wird bis 1878 von 400.000 Hungertoten ausgegangen. Ähnliches gilt ab 1896. Zwar war der Hunger im Dekkan am größten, jedoch war der gesamte Subkontinent vom drei Jahre fehlenden Regen stark betroffen.
Zwischen 1907 und 1910 gelangten mindestens 30.000 Martini-Henry-Gewehre, von denen 90.000 von deutschen und französischen Waffenhändlern aus australischen und neuseeländischen Beständen aufgekauft worden waren, über den persischen Golf nach Kandahar und von dort in die Grenzregion. Eine Seeblockade unterband ab 1911 diesen für die Briten bedrohlichen Waffenschmuggel.
| Jahr                         | Ort                      | Gegner                                  | Verlauf |
| ---------------------------- | ------------------------ | --------------------------------------- | --- |
| Dez. 1849                    | Dorf Sanghao             |                                         | Das Dorf, das stark befestigt auf einer schroffen Bergspitze stand, weigerte sich, die britische Herrschaft anzuerkennen. Lt.-Col. Bradshaw und Lt. Lumsden rückte mit zwei Regimentern und 200 Mann einheimischer Hilfstruppen vor. Im Gegenzug sammelten sich etwa 10.000 Einheimische in der Umgebung, die durch einen Kavallerieangriff zerstreut wurden. Endgültig zerstört wurde der Ort im Januar 1866 von Brig. Dunsford mit 4000 Mann, nachdem es erneut zum Widerstand gekommen war. |
| Feb. 1850                    | Dorf Akhor am Kohat-Pass | Afridi                                  | Die Dorfbewohner griffen einen Pioniertrupp an, der die Straße über den Pass ausbaute. Unter dem Kommando von Brig. Colin Campbell, im Beisein von Sir Charles Napier, rückten zwei Regimenter und berittene Artillerie mit 25½-Zoll Mörsern auf Elefanten an. Plünderungen waren ausdrücklich untersagt. Nach einer zweitägigen Schlacht am Pass und den umliegenden Bergen, nahmen die Briten einige Dörfer ein und zerstörten sie. |
| März bis Mai 1850            | Sam Ranizai; Dorf Shakot | Afridi                                  | Brig. Campbell rückte im März gegen mehrere Tausend Aufständische im Swat-Tal vor, die sich zunächst bereit erklärten, eine Strafzahlung zu leisten. Als diese nicht erfolgte, wurde am 15. Mai mit 3270 Mann und Artillerie, die von Elefanten durch den Dschungel transportiert wurde, gegen sie vorgegangen. Nahe dem Dorf Shakot kam es zur Schlacht. Nach anfänglich heftigem Widerstand in einem engen Tal flohen die Verteidiger. Der Ort wurde komplett zerstört. |
| Dezember 1852                |                          | Hassanzai                               | Die Strafexpedition wurde in drei Kolonnen über die schneebedeckten Black Mountains gesandt, um die Ermordung von Zöllnern zu sühnen. Mehrere Dörfer wurden niedergebrannt. |
| Mai 1852 und Nov. 1853       | Dorf Pranghar            | Utman Khel                              | Brig. Colin Campbell wurde gegen den in den Bergen nördlich Peschawars lebenden Stamm entsandt, nachdem diese immer wieder Raubzüge in die Ebene unternommen hatten. Am 11. Mai wurde das Dorf Pranghar angegriffen und nach Flucht der Verteidiger zerstört. Die Einheimischen setzten ihre Angriffe in der Ebene fort. Lt. Hodson rückte in die Region mit insgesamt 1700 Mann vor und zerstörte mehrere Dörfer. |
| Apr. 1858                    |                          | Kudu Khel                               | Maj.-Gen. Sir Sydney J. Cotton rückte mit 4877 Mann in drei Kolonnen gegen den Stamm vor und hinterließ eine Spur von zerstörten Bollwerken und Dörfern. In dieser Kampagne zeigte sich die Überlegenheit des in der Region erstmals eingesetzten Lee-Enfield-Gewehrs. |
| Okt. bis Dez. 1863           | Umbeyla-Feldzug          | Paschtunen, genannt Hindustani Fanatics | Um Einfälle auf britisches Territorium zurückzuschlagen, rückte Sir Neville Chamberlain seit 20. Oktober nach Scharmützeln im Gebirge gegen den Stützpunkt Malka vor. Die Stammeskrieger waren bis 15. Dezember besiegt und hatten geschätzte 3000 Mann Verluste. Auf britischer Seite fielen 15 Offiziere, 34 europäische Soldaten und 189 Sepoys, etwa dreimal so viele wurden verwundet. |
| 1867                         | Black Mountains          |                                         | Zur Stärkung der Grenzposten nach vermehrten Unruhen wurden mehrere Regimenter im Sommer, teilweise in Gewaltmärschen, unter Kommando von Brig. A. T. Wilde in die Berge der Region gesandt. Durch die anstrengende dreiwöchige Kampagne, während der die Briten unter konstantem Wassermangel litten, wurden die Aufständischen vollkommen besiegt. |
| Dez. 1878                    | Khyber-Pass-Region       | Afridi                                  | Seit der Zweite Anglo-Afghanischer Krieg begonnen hatte, kämpften Afridi um den Khyber-Pass, der das Einfallstor nach Afghanistan bildet. Brig. G. A. Tyler, VC wurde mit 2500 Mann und fünf Kanonen entsandt. Die Truppe wurde in der Nacht des 21. Dezember im Bazar-Tal von einheimischen Truppen umzingelt. Sobald sie am nächsten Morgen begannen, eine steile Straße (350 m Höhenmeter über 2,5 km) hinaufzusteigen, kamen sie unter Feuer. Etwa 100, vor einem engen Hohlweg verschanzte, Afridi wurden durch einen Bajonettangriff vertrieben, die Briten konnten unter Gegenwehr bis auf 6 km an die Passhöhe heranrücken, als der Gegner plötzlich von ihnen abließ. Die Truppe führte anschließend ihre Aufgabe, den Pass freizuhalten, aus. |
| Okt. 1877 bis Feb. 1878      |                          | Jawaki-Afridi                           | Unter den Brigadieren Keyes (2000 Mann und sechs Kanonen) und Ross (Kavallerie und Hilfstruppen), zog eine britische Strafexpedition in die Region. Sie wurden durch Heckenschützen von den Höhen regelmäßig beschossen. Dafür praktizierten sie in den durchquerten Gebieten eine „Politik der verbrannten Erde“. Um drei Uhr morgens am 1. Dezember gelang es, das Bollwerk der Aufständischen in Jammu zu nehmen, dessen Verteidiger flohen. Der Führer der Jawaki suchte im Januar um Friedensverhandlungen nach, fand die britischen Bedingungen aber inakzeptabel. Nachdem 250 Kavalleristen die Jawaki am 15. Februar besiegten, kapitulierten diese. |
| Feb. 1878                    | Dörfer Sapir und Shakot  | Utman Khel                              | Die Captains W. Battye und P. L. N. Cavagnari ritten mit ihren Truppen 32 Meilen durch die Nacht, gefolgt von einem 6-Meilen-Gewaltmarsch, so dass sie Sapir im Morgengrauen erreichten, das sie ohne Widerstand besetzten, um die Einheimischen zu unterwerfen. Von der gleichen Truppe wurde in ähnlicher Weise im März der wiederaufgebaute Ort Shakot erstürmt. Britische Truppen legten dabei 50 Meilen in 24 Stunden zurück. |
| April 1879, Jan. 1880        | nahe Dakka-Fort          | Sarbans                                 | Im April wurden 130 Mann indische Kolonialtruppen, die im Friedhof des Dorfes Kam Dakka übernachteten, von Sarbans angegriffen. Es gelang ihnen sich durch Bayonettangriffe und Gewehrfeuer bis in den Nachmittag zu verteidigen, als drei Kompanien britische Truppen und zwei Kompanien Gurkhas Verstärkung mit zwei Kanonen aus Dakka ankamen. Ein Rückzug der Eingeschlossenen war erst möglich, nachdem die Angreifer, die bis auf 100 m an den Friedhof herangelangt waren, durch eine Attacke zurückgeschlagen worden waren. Die Angreifer hielten jedoch den Beschuss der abrückenden Briten bis zum nächsten Tag aufrecht als weitere Verstärkungen sie vertrieben. Es starben etwa 200 Stammesangehörige und sechs Briten. Captain Garrett O’Moore Creagh, später Oberbefehlshaber in Indien, erhielt das Victoria Cross für Tapferkeit. Am 11. Januar 1880 fielen erneut Sarbans in britisches Gebiet ein. Etwa 200 Briten und 600 indische Truppen mit vier Geschützen rückten aus Dakka unter Oberst Boisragon ab dem 14. gegen sie vor. Ein Teil der Angreifer hatte sich in den Hügeln bei Gata eingegraben und wurde am 15. nach Artilleriebeschuss vertrieben. Eine Kolonne, die ihnen in den Rücken fallen sollte, kam wegen des schwierigen Geländes zu spät, so dass die meisten Sarbans entkamen. Sie hatten trotzdem etwa 70 Tote und 140 Verwundete. Die Briten hatten 200 Kanonenkugeln und etwa 14000 Schuss Gewehrmunition verbraucht, dazu zwei Gefallene und drei Verwundete. |
| 1879                         | Bazar-Tal                | Zakha Khel-Afridi                       | Gen-Lt. Maude rückte mit 3500 Mann und acht Kanonen gegen den Stamm vor, um ihn zu unterwerfen. Die Truppen wurden in schwierigem Gelände durch andauernden kleineren Angriffen aufgehalten. Der General, der befürchtete, dass weiteres Vorrücken einen größeren Grenzkrieg auslösen könnte, ließ in einer gut zu verteidigenden Stellung eingraben und bat um Instruktionen. Obwohl ihm ein weiterer Vormarsch gestattet wurde, zog er sich auf britisch-indisches Gebiet zurück. |
| 1879                         | Zawo                     | Zaimukht                                | Der Stamm wurde unruhig, seit der Krieg in Afghanistan stattfand. Zur „Befriedung“ wurde Gen.-Maj. Tytler, VC mit einem britischen Regiment und indischen Truppen am 8. Dezember 1879 ausgesandt. Nachdem man gegen heftigen Widerstand durch eine Klamm zu einem Dorf 5 km vorm Ziel vorgerückt war, wurden die mitgeführten Geschütze über die linke Flanke bis auf 650 m an den Ort herangebracht von wo sie mit der Beschießung begannen. Zwei Kolonnen erstürmten dann das Dorf. Am nächsten Morgen wurde dann gegen weiteren heftigen Widerstand auf Zawo vorgegangen, das, zusammen mit zwei weiteren Dörfern, niedergebrannt wurde. Die Briten verloren zwei Soldaten, während die Paschtunen etwa 40 Tote und 100 Verletzte zu beklagen hatten. |
| 1881                         |                          | Mahsud-Waziris                          | Nach dem Ende des zweiten Afghanistan-Kriegs standen genug Truppen zur Verfügung, um in einen bisher noch nicht eroberten Teil von Wasiristan vorzurücken. Eine Kolonne, unter Brig. T. J. Kennedy, mit 4000 Mann Infanterie der Punjab Frontier Force kam von Tank. Brig. J. J. H. Gordon kam von Bannu. Bei der Truppe waren 4000 Maultiere, 1500 Ponys, 6500 Kamele und 9000 Marketender. Zur Kommunikation zwischen beiden Kolonnen wurden Heliographen eingesetzt. Die Bevölkerung leistete keinen Widerstand. Die Expedition wurde am 22. Mai aufgelöst, als den Einheimischen klargemacht worden war, dass sie ihre gebirgige Heimat nicht unabhängig von der Macht des britischen Empire halten konnten. Einen ähnlichen Effekt hatte die im November durchrückende Bodzar Field Force, die auf dem Rückweg von Kandahar kam. |
| Okt. 1884                    | Zhob-Tal (دریائے ژوب)    |                                         | Die Expedition unter Brig. Sir O. V. Tanner mit 4220 Mann Infanterie, 561 Mann Kavallerie und zehn Kanonen, sollte die Einheimischen der Region davon abhalten, weiterhin den Straßen- und Eisenbahnbau durch Attacken zu behindern. Die Truppen, die bis 22. November 700 Meilen marschierten, stießen auf keinen bewaffneten Widerstand, hatten jedoch hohe Verluste durch Krankheiten. |
| Sept. 1888                   | Black Mountains          |                                         | Am 7. September rückte die Hazara Field Force unter Brig. J. W. McQueen als Strafexpedition für zwei getötete Offiziere aus. Sie bestand aus 9500 Mann, auch mit Gatling-Repetiergeschützen, drei Gebirgsbatterien und eine Pionierkompanie. Man nahm nur Vorräte für fünf Tage und 100 Schuss pro Gewehr mit. Die Truppe, die in fünf Kolonnen geteilt war, wurde im gebirgigen Gelände ab 3. Oktober von Heckenschützen angegriffen. Im Gegenzug wurden etliche Dörfer zerstört, bis sich die Rebellen nach heftigen kleineren Gefechten zerstreuten. Die Truppe kehrte am 13. Oktober auf britisches Gebiet zurück. |
| März – Juni 1891             | Black Mountains          |                                         | Die zwei Kolonnen mit 7300 Mann und 15 Geschützen, unter Maj.-Gen. W. L. Ellis, rückten ab 12. März in Richtung des Dorfes Kanar vor. Die Einwohner, die von ihren Flachdächern schossen, mussten kapitulieren, nachdem die Briten das umliegende höherliegende Gelände besetzten. Die Dörfer in dem Gebiet, die sich nicht unterwerfen wollten, wurden in den folgenden Wochen zerstört. Die Truppe war am 9. Juni zurück. |
| Okt. 1890                    | Zhob-Tal                 | Dost Mohammed                           | Die Zhob Field Force, hatte den Auftrag die Rebellen um Dost Muhammed zu stellen. Maj.-Gen. Sir George Stuart White rückte am 1. Oktober in das Tal ein. Da er die Gesuchten nicht fand, kam es zu keinen Gefechten. Der General beschloss daraufhin, die Einheimischen dadurch zu beeindrucken, dass er seine Truppen den Berg Takht-i-Suleiman (3375 m) besteigen ließ, der als von Osten unbesteigbar, selbst für Gämsen, galt. Den britischen Soldaten und ihren Sepoys gelang dies unter größten Anstrengungen. |
| 1891                         | Khanki-Tal               | Orakzai-Afridi                          | Die früheren Kampagnen gegen die Orakzai, 1863, 1868 unter Maj. Jones und Lt. P. L. N. Cavagnari sowie 1869 mit zwei Kompanien unter Lt.-Col. Keyes hatten den Stamm nur vorübergehend befriedet. Im Januar 1891 marschierte die erste Miranzai Field Force, kommandiert von Gen.-Maj. Sir William Lockhart ab. Man traf nur auf geringen Widerstand. Angesichts mehrerer Fälle von Erfrierungen bei Nachttemperaturen von bis zu −20 °C, wurde die scheinbar erfolgreiche Truppe aufgelöst. In den folgenden Tagen kam es jedoch zu Angriffen aus dem Hinterhalt auf zurückmarschierende kleinere Abteilungen. Lockhart versammelte eine zweite Field Force aus 7400 Mann, die ab dem 17. April vorrückte. Man deckte ein größeres Gebiet ab, das zum großen Teil erstmals kartographiert wurde. Bollwerke, meist gemauerte Türme u. ä. Festungen wurden im Beisein der Einheimischen gesprengt. |
| 1892                         | Region Chagarzai         | Isazai                                  | Die Einheimischen in der Region Chagarzai verbündeten sich 1892 gegen die Kolonialherren. Auslöser für eine derartige in der Region unübliche Koalition war der Glaube, dass die Briten planten auf Thakot zu marschieren. Maj.-Gen. Lockhart startete eine Expedition von 6250 Mann mit zwei Geschützen und – erstmals in der Nord-West-Region Maxim-MGs – um die Isazai in der Gegend von Baio zu befrieden. Man gelangte ohne Widerstand zu dem Ort und zerstörte das dortige Fort, dann zog man sich zurück. |
| Jahreswende 1894/5           | Wasiristan               |                                         | Um die endgültige Grenzziehung in Wasiristan abzusichern, war eine größere Truppe zusammengestellt worden. Die hier ansässige Bevölkerung griff diese nachts in ihrem Lager in Wana an. Lt.-Gen. Lockhart formte daraufhin die Waziristan Field Force aus drei Brigaden, jeweils mit Artillerie, einheimischer Infanterie und Kavallerie. Im Dezember marschierte man durch das Gebiet der Mahsud und erzwang Reparationen. Zwei Brigaden kehrten bis 22. Januar in die Kasernen zurück, die dritte unter Col. Gaselee sicherte die Arbeit der Grenzkommission, bis die Field Force am 30. März offiziell aufgelöst wurde. |
| Juli 1897                    | Swat-Tal                 | Afridi                                  | Für die Briten überraschend griffen etwa 20.000 Afridi den Posten Malakand an. Nach mehrtägigen heftigen Gefechten zogen sie zum Posten Chakdara weiter. Die Malakand Field Force wurde aus 6800 Infanteristen, 700 Kavalleristen und 24 Geschützen, kommandiert von Sir Bindon Blood gebildet. Man marschierte zunächst nach Malakand. Von dort entsetzte eine Kolonne nach heftigen Kämpfen das Lager Chakdara. Blood ließ, nachdem weitere Verstärkungen eingetroffen waren, am 17. August von Thana aus vorrücken. Bei Landaki stieß er auf 5000 seiner Gegner, die das Gelände von einem Felsvorsprung aus kontrollierten. Die Brigade Meiklejons griff über die linke Flanke an, woraufhin die überraschten Afridi flohen. Es gab zwei Verleihungen des Victoria Cross, eines davon für Alexander Murray, Viscount Fincastle. |
| Sommer 1897                  |                          | Madda Khel                              | Im Juni kam es zum Überfall auf einen political officer. Dessen Eskorte aus 300 Mann einheimischer Infanterie verfügte nur über 16 Schuss pro Mann. Die beiden mitgeführten Geschütze eröffneten das Feuer auf die Angreifer erst aus 100 m Entfernung. Die Truppe konnte sich zurückziehen und verteidigen, bis die Angreifer durch eintreffende Verstärkungen vertrieben wurden. Zur Vergeltung wurde die Tochi Field Force gebildet, die unter Maj.-Gen. George Corrie Bird ab dem 20. Juli ihren Marsch ins Tochi Valley (im heutigen Distrikt Sherani, Pakistan) antrat. Bis Oktober kam es immer wieder zu kleineren Gefechten. Dann war die Bevölkerung gezwungen, sich zu unterwerfen und Strafgelder zu zahlen. Offiziell aufgelöst wurde die Einheit im Januar 1898. |
| Aug. 1897                    |                          | Orakzai und Chamkannis                  | Unzufriedenheit herrschte unter den Bevölkerungsgruppen seit der Kampagne 1891, die unter anderem im Folgejahr zu der dauernden Etablierung eines Militärpostens in Samana geführt hatte. Die Briten sahen sich, aufgrund der wachsenden Unruhe, im August 1897 gezwungen, Verstärkungen unter Maj.-Gen. Yeatman-Biggs in die Region zu senden. Am sehr heißen 28. August kam es zu einem Gefecht – 86 Soldaten der Scots Fusiliers wurden durch Hitzeschlag außer Gefecht gesetzt. Am nächsten Tag trafen Verstärkungen in Kohat ein, denen es in den nächsten Tagen unter Schwierigkeiten gelang, mehrere Forts zu bedrohen. In der Zwischenzeit plünderten die Stammesangehörigen die Dörfer. Weitere Verstärkungen zerstreuten dann die Angreifer und die Bevölkerung musste sich unterwerfen. |
| Sommer 1897                  | Shabqadar-Fort           | Sarbans                                 | Am 7. August griffen 4–5000 Anhänger des Hadda Mullah das Shab-Kadar-Fort an und plünderten und zerstörten das Dorf Shangargarh. Die 47 Grenzpolizisten im Fort schlugen den Angriff zurück. Zur Verstärkung kam aus Peschawar eine Truppe unter Lt.-Col. Woon. Sie verfolgen die Angreifer und trafen sie am nächsten Morgen in einer stark verteidigten Stellung auf einer hügligen Ebene. Wegen des schwierigen Geländes konnte die Artillerie erst nach einer Stunde in Stellung gebracht werden, während der die Sarbans gegen die linke britische Flanke vorrückten. Woon ordnete einen Rückzug an, um nicht vom Dakka-Fort abgeschnitten zu werden. Der Kommandant von Peschawar, Brig. Elles, übernahm nach Ankunft mit weiteren Verstärkungen das Kommando und ließ die Kavallerie von links den Sarbans in den Rücken fallen, woraufhin diese flohen. Sie hinterließen etwa 200 Tote. Britischerseits gab es neun Gefallene und 65 Verwundete. In unmittelbarer Folge wurde eine Strafexpedition organisiert, auch um das Gebiet der Dir und die Straße nach Chitral zu sichern. In extremer Hitze rückte Ellis, ohne auf ernsthaften Widerstand zu stoßen, mit zwei Brigaden vor. Am 22. September traf er mit der zurückkehrenden Malakand Field Force unter Bindon Blood zusammen. Die vereinte Truppe rückte gegen den Bedmanai-Pass vor, von dem angenommen wurde er sei stark verteidigt, tatsächlich fand man nur einen schwachen Gegner. Am 24. September an wurden alle Wehrtürme und Dörfer in den Tälern des Mitai und Suran zerstört. Gleiches geschah am nächsten Tag in der Klamm von Shindarra. Am 27. wurde gegen neun Dörfer der Koda Khel gleichermaßen vorgegangen. Der Marsch durch die Region setzte sich bis 4. Oktober fort, als die Bevölkerung ihre Strafgelder gezahlt hatten. |
| Oktober 1897 bis Anfang 1898 | Tirah Valley             | Afridi, Orakzai                         | Im September 1897 erhoben sich die Afridi und Orakazai gegen die britische Vorherrschaft und stürmten das Fort Saragarhi (Kampf um Saragarhi). General Lockhart, der das Armeekorps im Punjab befehligte, erhielt den Auftrag zur Niederschlagung der Erhebung mit seinen rund 35.000 Mann. Operationsbasis war der Ort Kohat. Die Operationen begannen Mitte Oktober 1897. Nach anfänglichen Rückschlägen wurden die paschtunischen Kämpfer, die sich auf eine Guerilla-Kriegführung verlegten, schrittweise zurückgedrängt. Nach stärkerem Widerstand und einsetzendem starken Frost kehrten die Briten im Dezember in ihre Lager zurück. Die Afridi, die eine erneute Offensive der Briten im Frühjahr befürchteten, willigten schließlich in Verhandlungen ein, die im April 1898 abgeschlossen wurden. Sie verpflichteten sich zu Strafzahlungen und zur Auslieferung von Waffen. |
| Januar 1898                  |                          | Bunerwals und Chamlawal                 | Die Stämme der Bunerwal und Chamlawal hatten sich nicht wie die anderen Paschtunen infolge der Kampagne des Vorjahres unterworfen. Blood rückte daher im Januar mit der Buner Field Force aus zwei Infanteriebrigaden gegen sie vor. Die gegnerische Stärke wurde auf 3–4000 Mann geschätzt, die meist über Musketen verfügten. Bei der Bezwingung des Tanga-Passes, feuerte die britische Artillerie aus großer Entfernung sehr zielgenau. Die Bevölkerung floh vor der anrückenden Infanterie. Die Stämme unterwarfen sich bald. |
| Nov. 1902                    | Gummati                  | Sailigi                                 | Capt. (später Sir) John S. Donald, der Deputy Commissioner der 1901 neu geschaffenen North-West Frontier Province (NWFP), wurde beauftragt, mit 500 Mann gegen „Banditen“ in ihrem Bollwerk in Gummati (13 km von Bannu) vorzugehen. Deren Anführer Sailigi sollte für einige Morde verantwortlich sein. Das Fort war bald umstellt und wurde ohne großen Effekt aus 900 m Entfernung beschossen. Erst die Beschießung aus 90 m durchlöcherte die Wände. Mehrere britische Offiziere fielen beim Versuch der Erstürmung, die dann doch gelang. Sämtliche Verteidiger wurden getötet. |
| Feb. 1908                    | Bazar-Tal                | Zakha Khel                              | Der Secretary of State befahl eine Strafexpedition gegen die Zakha Khel, die größtenteils mit modernen Martini-Henry-Gewehren bewaffnet waren. Obwohl in der Region seit 1897/98 Ruhe geherrscht hatte, kam es immer wieder zu kleineren Überfällen auf britisches Gebiet. Die Zakha Khel Field Force richtete sich in Walai (nahe Ali Masjid am Khyber-Pass) ein, von wo aus am 19. Februar Kolonnen ausgesandt wurden, um die umliegenden Dörfer zu zerstören. Dabei kam es zu vereinzelten Feuergefechten unter anderem am 21. nach der Zerstörung von Halawi. Nachdem andere Stämme der Afridi den Zakha Khel ihre Unterstützung verweigert hatten, unterwarfen diese sich am 27. Die britische Truppe unter Kommando von Gen.-Maj. Sir James Willcocks war am 1. März auf dem Rückmarsch nach Jamud bei Peschawar. Bei diesem Einsatz kamen in der NFWP erstmals 10-Pfünder Hinterlader mit rauchlosem Pulver zum Einsatz. |
| Apr. 1908                    |                          | Sarbans                                 | Während die Expedition im Bazar-Tal im Gange war, heizten einige Mullahs unter den Sarbans die Stimmung an. Es bildete sich eine kleine kampfbereite Gruppe, die den Zakha Khel zu Hilfe eilen wollte, jedoch zu spät kam. Sie lösten sich jedoch nicht auf, sondern wurden zum Katalysator für etwa 10.000 Unzufriedene, die sich in der Grenzregion sammelten. Sie griffen drei Tage lange verschiedene Grenzposten an, wurden jedoch problemlos in Schach gehalten. In der Nacht des 23. April überfielen sie die Posten bei Matta (مٹہ) und Gardhi Sadar. Der Stacheldrahtverhau konnte nicht erstürmt werden und die Angreifer zogen sich auf einen nahen etwa 300 m hohen Berg zurück, wohin sie Willcocks am Morgen verfolgen ließ. Bis die Briten gegen 9 Uhr die stark verteidigte Spitze erreicht hatten, waren die Sarbans bereits geflohen. Auf ihrem Rückzug kamen die Briten wieder unter Feuer von Heckenschützen. Es gab etwa 500 Tote bei den Angreifern und 62 Gefallene bei den Kolonialherren. Die Truppe kehrte am 29. nach Peschawar zurück. Bereits am 1. Mai kam es wieder zu einem Überfall, diesmal auf die 600 Mann starke Garnison von Landi Kotal an der Straße zum Khyber-Pass. Verstärkungen trieben die Afghanen am 4. über die Grenze zurück. In den folgenden drei Wochen kam es zu kleineren Gefechten, bis sich die Bevölkerung unterworfen hatte und Strafen von 10.000 Rs. bezahlt hatte. Die Kosten der Mohmand Field Force, die aus politischen Gründen nicht mehr über die Grenze vorrücken durfte, beliefen sich dagegen auf 150.000 Rs. |
| März 1910                    | Bannu-Distrikt           | Mahsud                                  | Eine kleinere Gruppe überfiel Banda Ayaz Khan (bei Lakki, 32°41'25" N, 70°50'5" O). Die zur Verfolgung ausgesandte Border Military Police verlor einen Captain und sechs Mann. Von den 30 gestellten Mahsud wurden acht getötet und drei verwundet. Gefangengenommene wurden später gehängt. |

## Literatur

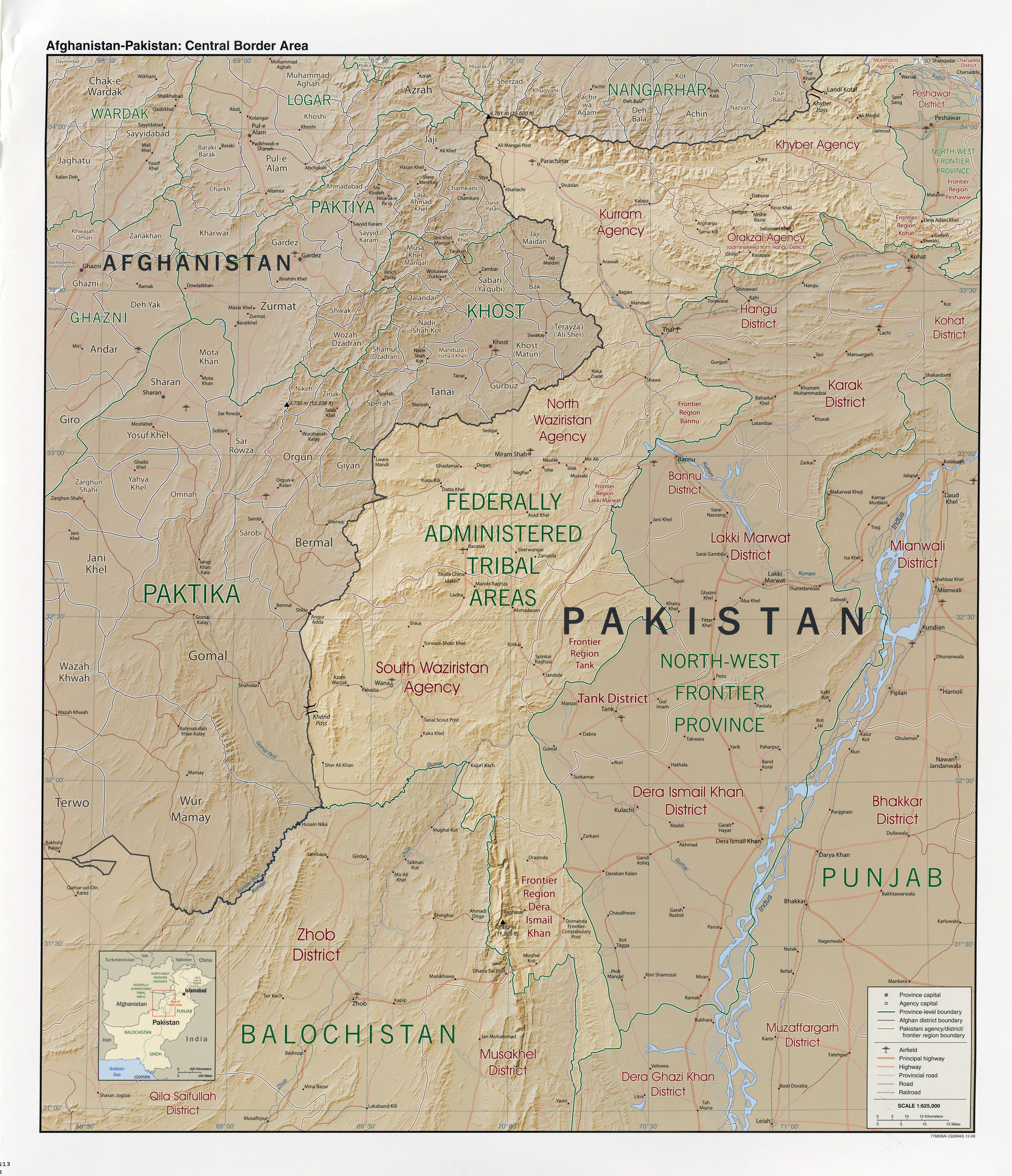
Moderne Karte des Grenzgebiets